# Портрет
Портрет (француски слика нечијег лика, од латинског protrahere што значи изнети на видело) означава у ликовној уметности приказ неког одређеног човека односно његовог лика или и фигуре. Поред чисто спољашње сличности треба да се истакну и психолошке особености онога ко се портретише. Функција портрета је да репрезентује одређену особу и да сачува успомену на њу. Многа учења и религије (на пример ислам) одбацују портрет управо зато што за њега везују неке окултне особине.

## Врсте портрета
Не рачунајући врсту уметности (цртеж, уље на платну, акварел), стилски правац (на пример барок) и врсту материјала (на пример портрет у бронзи) разликујемо следеће врсте портрета:
- према положају главе делимо их на профил, полупрофил, изгубљени профил и анфас.
- у зависности од приказа фигуре: слика главе или попрсја, полуфигурални или целофигурални портрет, портрет до колена, фигура у лежећем, седећем или стојећем положају, фигура коњаника и акт.
- према броју портретисаних особа разликујемо појединачни, двоструки и групни портрет.
- у зависност од повода имамо на пример венчани, погребни или ктиторски портрет.
- у зависности од тога од кога потиче имамо аутопортрет.
- у зависности од формата слике (минијатурни портрети или портрети на медаљону)
- према положају у друштву представљеног односно представљених (портрет владара, уметника, научника, портрет стрељачке дружине).[2]

## Историјски развој портрета
У старом Египту развио се пластични портрет са финим психолошким цртама поступно из идеализованих облика древних оријенталних портрета владара (Амарна стил). У позном античко грчком периоду и хеленизму развио се извесни натурализам у приказивању физиономије. У Риму је најпре био заступљен изразито реалистички стил са много индивидуалних карактеристика- што је било условљено култом предака и етрурским утицајем- док нису затим све више идеализовани под утицајем владарских култова царева. Ово је на крају довело до потпуног осиромашења уметничког приказа. Под римском владавином у Египту су настали портрети на мумијама што су биле прве самосталне портретске слике на дрвету.
У ранохришћанској и средњовековној уметности изгубила се античка традиција портретисања јер овоземаљски човеков облик није сматран важним и достојним приказивања. Код средњовековних портрета (на пример на надгробним плочама или у сликању минијатура) били су довољни атрибути (инсигније, грбови) за идентификацију онога ко је представљен. Иначе, лик је приказиван млад, сведен, схематизован и идеализован.
Прва промена овог става показала се у 14. веку на пример на портретским бистама радионице Парлер у Прагу или на фигурама ктитора на олтарским композицијама. Тада су настали и први аутопортрети у пластици. Први аутономни двоструки портрет у пуној фигури насликао је Јан ван Ајк око 1425. године (венчана слика брачног пара Арнолфини). У сликарству и уметности израде медаља италијанске ране ренесансе преовладало је најпре класични строги портрет профила (нпр код Пизанеле).
Почетком 16. века достигла је нововековна уметност портрета под утицајем новог хуманистичког гледања на човека свој први процват и развила је читаву лепезу облика. Значајни портретисти из доба ренесансе су Леонардо да Винчи, Рафаел, Тицијан у Италији а северно од Алпа то су Албрехт Дирер, Лука Кранах Старији, Антонис Мор, Жан и Франсоа Клуе. Сликарство портрета малог формата које се развило у Француској у 15. веку стекло је интернационалан значај захваљујући сликарима као што су Ханс Холбајн Млађи а у епохи рококоа узнапредоваће до омиљеног облика сликања портрета.
У бароку је најпре била водећа уметност портрета која је долазила из Холандије а у 18. веку је то била портретска уметност Енглеске (Томас Гејнсборо, Џошуа Рејнолдс, Хенри Рејберн). Сликарство портрета успело се на лествици вредности до најзначајнијег уметничког задатка-за шта је пример ситуација у апсолутистичкој Француској где су на дворовима краљева радили специјалисти за портрете. При томе је важнија од психолошког израза била узвишена репрезентативност која се стварала уз помоћ патетичне позе и помпезног драпирања раскошним тканинама чести у оквиру неке митолошке сцене.
Крајем 19. века портретско сликарство губу свој најистакнутији значај услед појаве фотографије упркос томе што се повремено користе нове технике (Франц фон Ленбах). У 20. веку првенствено немачки сликари експресионизма омогућили су парцијално оживљавање ове уметничке врсте (Ловис Коринт, Оскар Кокошка, Макс Бекман). Више се нису тражили реалистични или идеализујући прикази него само психолошко представљање. У раду неких уметника као што је Пабло Пикасо овај приступ водио је до апстракције.

## Галерија
- Биста краљице Нефертити
- Пјеро дела Франческа, „Портрети Батисте Сфорце и Федерика да Монтефелтра” из 1475.
- Албрехт Дирер: „Портрет једна младе жене”, око 1506.
- Јоханес Вермер: „Девојка с бисерном минђушом”, 1665.
- Жак-Луј Давид: „Мараова смрт”, 1793.
- Каравађо: „Павле V”, 1605.
- Иља Рјепин: „Модест Петрович Мусоргски”
- Портрет Љубинке Којић, Мирко Кујачић 1958, уље на платну.Музеј Херцеговине, Требиње
- Богородица са Христом, непознати сликар XVII вијек, уље на платну.Музеј Херцеговине, Требиње
- Јан ван Ајк, Портрет Арнолфинијевих из 1434. године

## Најзначајнији сликари портрета
- Ханс Холбајн Млађи
- Рембрант ван Ријн
- Дијего Веласкез
- Франс Халс
- Франсиско Гоја
- Иља Рјепин

### Видео
- Сликање портрета у уљу (Академија ликовних уметности; Јутјуб)

### Музеји и друге веб странице
- National Portrait Gallery of the Smithsonian Institution
- National Portrait Gallery London
- National Portrait Gallery Moscow
- Painting The Century 101 Portrait Masterpieces
- Jeanne Ivy's Self-Portrait Page - What Artists Find When They Search in the Mirror.
- Portrait Detectives - Fun interactive introduction to the analysis of portraiture.
- Reportret - A gallery of reconstructions of missing portraits from world history.
- Royal Society of Portrait Painters